# Monika Tyburska
Monika Mientka (Tyburska) (ur. 27 maja 1979), polska kolarka szosowa i torowa.
Pochodzi z Makowa Mazowieckiego. Reprezentowała kluby "Grom Przasnysz", "Bo Go Szczecin" oraz grupy zawodowe "Atlas Lukullus Ambra" i "Bonda Łukowski". Zdobyła pierwszy w historii polskiego kolarstwa kobiecego medal międzynarodowych zawodów rangi mistrzowskiej - brąz podczas mistrzostw świata juniorów w kolarstwie torowym (Kapsztad 1997; 2 km). Sukcesy odnosiła również w kolarstwie szosowym - była m.in. mistrzynią Polski w jeździe indywidualnej na czas w 2000 r.